# 媚中
媚中（びちゅう）とは中華人民共和国に媚を売っているという言葉（スラング）のひとつである。対義語は嫌中である。

## 概説
過去に中国特派員を務めた経験がある、産経新聞の古森義久が瀋陽総領事館北朝鮮人亡命者駆け込み事件（「ハンミちゃん事件」）の際に用いたことをきっかけに、インターネットや保守系文化人などの間で広まりだし、中国に親近感を持つ親中派の政治家、言論人、外交官の中でも、とりわけ過剰なまでの贖罪意識を持ち出し、国防、国益を度外視していると考えられる対中迎合姿勢の激しい人物に対し、軽蔑もしくは抗議の意味で使用されている。
『SAPIO』2002年6月12日号で古森は、当時、在中日本大使だった阿南惟茂の亡命者締め出し、国家主権侵害への危機感の欠如などを激しく糾弾しこのように断じた。中国政府に対するマスメディアの書籍に本格的に登場したのは中国各地で反日デモが発生し反中世論が日本に醸成された頃である。
2005年に出版された田久保忠衛と古森義久の共著『文化人の通信簿…媚中度から歴史認識まで徹底採点!』では、媚中派が日本をダメにするとしている。また、アメリカを批判する一方で中国に対して無責任な言論を行い、中国政府や中国共産党に媚びる行為をしているとして、筑紫哲也や本宮ひろ志を非難している。
“媚中”の語彙が使用されるのは、多くが中国の体制としての共産主義や覇権主義に対する批判に際してである。

## 具体例
保守的論調をとるフジサンケイグループや新潮社などのマスメディアに寄稿される記事のタイトルや本文に使用される場合が多い。例えば、産経新聞社の『正論』2006年8月号には、「媚中政権になれば中国が尖閣を占領する」というタイトルで、安倍晋三が政権をとらなければ尖閣諸島問題に不利になるとの主張が載ったほか、同年8月19日には武部勤自由民主党幹事長（当時）が自民党総裁選で親中派に対して、「中国と良好な関係でなければアジア外交はうまくいかないという論理はナンセンスだ。アジアの国々は中国の覇権主義を恐れている。中国に媚びるような『土下座外交』は良くない」と主張した。これについて『産経新聞』が「武部幹事長、『安倍政権サポートを。媚中外交は良くない』」と題して報道した。また、同紙のコラムで政治評論家の屋山太郎は、二階俊博を「媚中派の雄」と形容した。
2021年6月に門田隆将は、代表的な"媚中三人組"として二階俊博、林幹雄、森山裕の3名を挙げている。